# Carol Rubin
Carol A. Rubin (* 28. März 1945; † 3. November 2001 in Sherman Oaks, Kalifornien) war eine US-amerikanische Filmproduzentin.

## Leben
Carol Rubin produzierte in den 1980er und 1990er Jahren einige Fernsehfilme. Sie arbeitete als stellvertretende Produktionsleiterin bei den Edgar Scherick Productions und den Fred Silverman's Intermedia Productions, ferner auch elf Jahre als Executive Producer für Kleinserien und als Leiterin für Dramatik bei der American Broadcasting Company. Ab 1984 gehörte sie dem Stab des Disney Channels an.
Ferner hinterließ sie einen Bruder.

## Widmung
2002 widmete ihr Larry Shaw den Fernsehfilm Soldat Kelly (Original: Cadet Kelly), in dem Hilary Duff die Hauptrolle spielt.

## Filmografie (Auswahl)
- 1982: Farrell for the People
- 1989: Great Expectations (Fernsehserie)
- 1989: Danny the Champion of the World (Disney Channel)
- 1993: Heidi
- 1995: The Old Curiosity Shop
- 1995: The Whipping Boy (Produktionsmanagerin)
- 1997: Brink
- 1998: Zenon, Girl of the Century